# 숀 넬슨
숀 넬슨(Sean Nelson, 1980년 5월 9일 ~ )은 미국의 텔레비전 배우, 영화배우, 연극 배우, 영화 프로듀서이다.
브롱크스에서 태어났다.

## 영화
- 래기스 (2014년)
- 럭키 뎀 (2013년)
- 사랑이 필요할 때 (2013년)
- 샤도우드 (2012년)
- 글래스루츠 (2012년)
- 트리트먼트 (2011년) - 넬슨 역
- 디 오프 아워스 (2011년)
- 더 프리비 (2010년)
- 유어 럭키 데이 (2009년)
- 베티 (2009년)
- 리틀 디즐 (2009년)
- 마이 에퍼틀러스 브릴리언스 (2008년)